# Скотт Маршалл (футболіст)
Скотт Маршалл (англ. Scott Marshall, нар. 1 травня 1973, Единбург) — шотландський футболіст, що грав на позиції захисника. По завершенні ігрової кар'єри — тренер.
Виступав, зокрема, за клуб «Арсенал», а також молодіжну збірну Шотландії.
Чемпіон Англії. Володар Кубка Англії з футболу.

## Клубна кар'єра
Народився 1 травня 1973 року в місті Единбург. Вихованець футбольної школи клубу «Арсенал». Дорослу футбольну кар'єру розпочав 1991 року в основній команді того ж клубу, в якій провів два сезони, взявши участь у 2 матчах чемпіонату. 
Згодом з 1993 по 1994 рік грав у складі команд «Ротергем Юнайтед», «Оксфорд Юнайтед» та «Шеффілд Юнайтед».
Своєю грою за останню команду знову привернув увагу представників тренерського штабу клубу «Арсенал», до складу якого повернувся 1994 року. Цього разу відіграв за «канонірів» наступні чотири сезони своєї ігрової кар'єри. За цей час виборов титул чемпіона Англії, ставав володарем Кубка Англії з футболу.
Протягом 1998—2003 років захищав кольори клубів «Саутгемптон», «Селтік» та «Брентфорд».
Завершив ігрову кар'єру у команді «Вікомб Вондерерз», за яку виступав протягом 2003—2004 років.

## Виступи за збірну
Протягом 1994–1996 років залучався до складу молодіжної збірної Шотландії. На молодіжному рівні зіграв у 5 офіційних матчах, забив 1 гол.

## Кар'єра тренера
Розпочав тренерську кар'єру відразу ж по завершенні кар'єри гравця, 2004 року тренером молодіжної команди клубу «Вікомб Вондерерз».
У подальшому входив до тренерських штабів клубів «Брентфорд», «Норвіч Сіті», «Астон Вілла», «Редінг», «Свіндон Таун», «Чарльтон Атлетик» та «Колчестер Юнайтед».
Наразі останнім місцем тренерської роботи був клуб «Колчестер Юнайтед», в якому Скотт Маршалл був одним з тренерів головної команди протягом 2023 року.

## Титули і досягнення
- Чемпіон Англії (1):

«Арсенал»: 1997-1998
- Володар Кубка Англії з футболу (1):

«Арсенал»: 1997-1998